# Оррия
Оррия (итал. Orria) — коммуна в Италии, располагается в регионе Кампания, в провинции Салерно.
Население составляет 1292 человека (2008 г.), плотность населения составляет 50 чел./км². Занимает площадь 26 км². Почтовый индекс — 84060. Телефонный код — 0974.
Покровителем коммуны почитается святой Феликс Ноланский, празднование во второе воскресение августа и 14 января.

## Демография
Динамика населения:

## Администрация коммуны
- Официальный сайт: https://web.archive.org/web/20120301042342/http://orria.asmenet.it/